# (4942) Munroe
Pour les articles homonymes, voir Munroe.
(4942) Munroe est un astéroïde de la ceinture principale découvert par Henri Debehogne à l'observatoire de La Silla au Chili le 24 février 1987.
Il a été baptisé en l'honneur de Randall Munroe, dessinateur du webcomic xkcd, par deux fans Lewis Hulbert et Jordan Zhu.
Il portait la désignation provisoire 1987 DU6.